# فرنسيسكو أندرا
فرنسيسكو أندرا (بالإسبانية: Francisco Andra)‏ هو مدرب كرة قدم ولاعب كرة قدم تشيلي، ولد في 15 أبريل 1988 في سانتياغو في تشيلي. لعب مع نادي كوبريسال.